# Скоростная железная дорога Ханчжоу — Нинбо

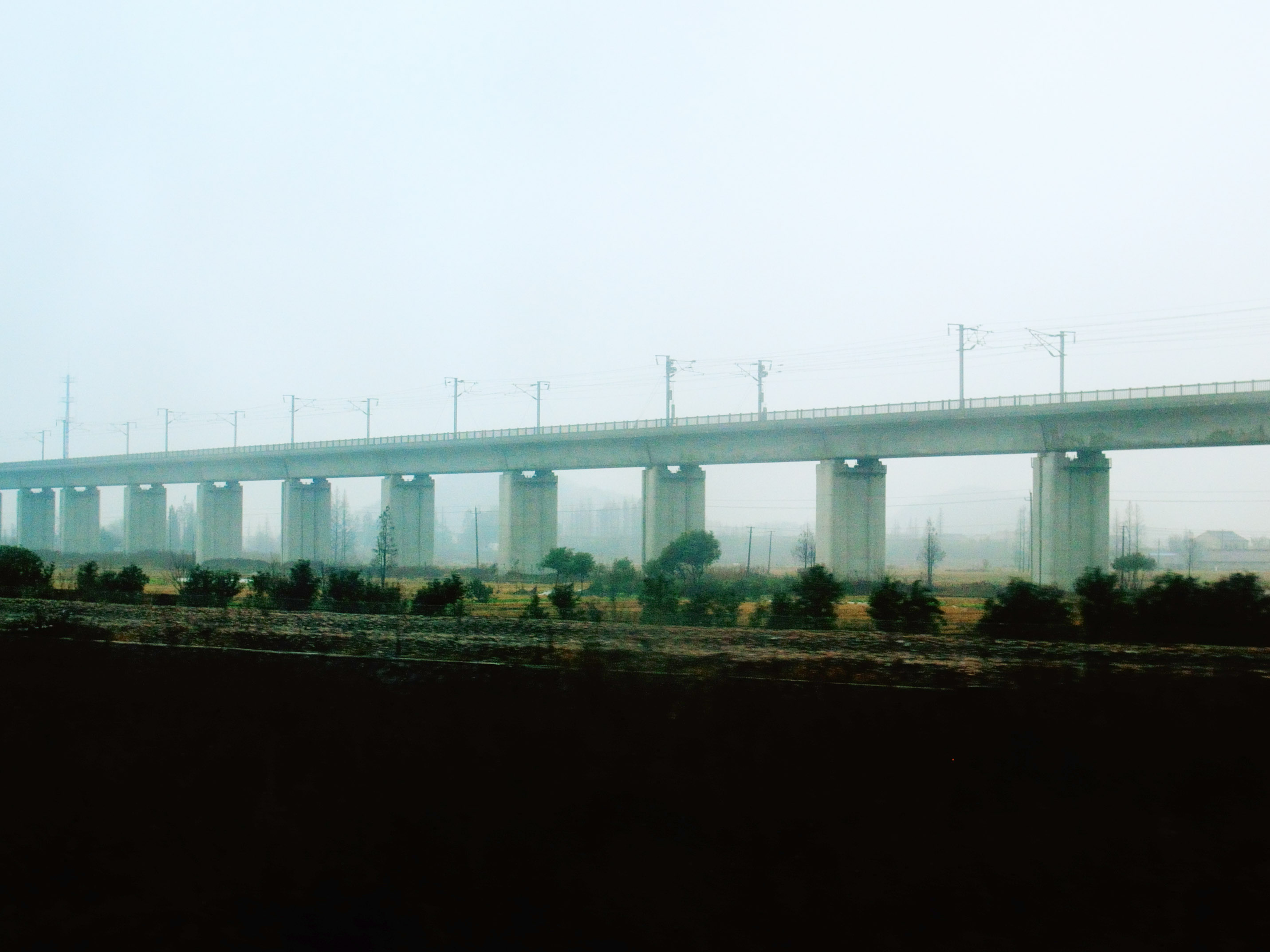
Длинный мост через залив на трассе Ханчжоу — Нинбо

Скоростная железная дорога Ханчжоу — Нинбо (кит. трад. 杭甬客运专线) — двухколейная электрифицированная высокоскоростная железнодорожная магистраль, строящаяся в китайской провинции Чжэцзян. Длина дороги составляет 150 км, рассчитана на движение со скоростью 350 км/час. Эта дорога является одной из секций Прибрежной высокоскоростной пассажирской магистрали Шанхай — Ханчжоу — Фучжоу — Шэньчжэнь. Запуск дороги в эксплуатацию планировался в 2012 году, однако был отложен до первой половины 2013 года.
30 июня 2013 дорога была введена в коммерческую эксплуатацию.
Предыдущая секция (Скоростная железная дорога Шанхай — Ханчжоу) и последующая секция (Скоростная железная дорога Нинбо — Тайчжоу — Вэньчжоу) магистрали также уже введены в эксплуатацию.

## Остановки
В настоящее время задействовано 7 остановок
1. Ханчжоу—Восточный (кит. 杭州东站)
2. Ханчжоу (кит. 杭州站) — центральный вокзал находится на ответвлении
3. Ханчжоу—Южный (кит. 杭州南站)
4. Шаосин—мост (кит. 绍兴柯桥站)
5. Шанъюй—Северный (кит. 上虞北站)
6. Юйяо (кит. 余慈站)
7. Чжуанцяо (кит. 庄桥站)
8. Нинбо (кит. 宁波站)